# إس. برايس غيلبرت
إس. برايس غيلبرت (بالإنجليزية: S. Price Gilbert)‏ هو قاضي ومحامي أمريكي، ولد في 31 يناير 1862 في مقاطعة ستيوارت في الولايات المتحدة، وتوفي في 28 أغسطس 1951.